# Preston (Iowa)
Preston é uma cidade localizada no estado americano de Iowa, no Condado de Jackson.

## Demografia
Segundo o censo americano de 2000, a sua população era de 949 habitantes.
Em 2006, foi estimada uma população de 940, um decréscimo de 9 (-0.9%).

## Geografia
De acordo com o United States Census Bureau tem uma área de
2,6 km², dos quais 2,6 km² cobertos por terra e 0,0 km² cobertos por água. Preston localiza-se a aproximadamente 197 m acima do nível do mar.

## Localidades na vizinhança
O diagrama seguinte representa as localidades num raio de 16 km ao redor de Preston.